# Німецька національна премія за мистецтво і науку

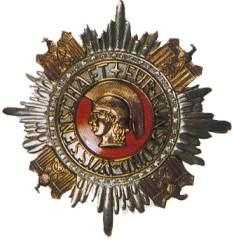
Орденська зірка премії.

Німецька національна премія за мистецтво і науку (нім. Deutscher Nationalpreis für Kunst und Wissenschaft) — нагорода Третього Рейху.

## Історія
Премія заснована Адольфом Гітлером 30 січня 1937 року як заміна Нобелівської премії: Гітлер заборонив німцям приймати Нобелівську премію, оскільки в 1936 році її отримав німецький письменник-антинацист Карл фон Осецький.
Нагородження відбувались в 1937 і 1938 році. У зв'язку із початком Другої світової війни нагородження припинили і більше не відновлювали.

## Опис
Орденська зірка премії — кругла чотирипроменева зірка, виготовлена з платини. Між кутами зірки — 4 золотих державних орли із напівскладеними крилами. Посередині зірки — червоний емалевий медальйон із золотим профілем Афіни Паллади. Медальйон оточений колом зі слонової кістки із написом золотими літерами FÜR KUNST UND WISSENSCHAFT (укр. ЗА МИСТЕЦТВО І НАУКУ). Над написом — золоте коло, всіяне діамантами. Окрім нагрудної зірки, нагороджений отримував зірку на червоній плечовій стрічці з двома білими смугами і круглою печаткою з імперським орлом.
Разом із зіркою нагороджений отримував 100 000 рейхсмарок і нагородний сертифікат.

## Умови нагородження
Право подавати кандидатів на нагородження премією мали:
- Президент Імперської палати культури
- Рейхсміністр науки, освіти і народного виховання (Бернгард Руст)
- Керівник відомства Розенберга (Альфред Розенберг)
- Рейхсюгендфюрер (Бальдур фон Ширах)
- Рейхсфюрер СС (Генріх Гіммлер)
- Начальник штабу СА (Віктор Лютце)
- Начальник канцелярії фюрера
- Рейхсарбайтсфюрер
- Керівник головного технічного управління НСДАП

Нагородження здійснював особисто Адольф Гітлер.

## Нагороджені
Загалом премію отримали 9 людей: 5 в 1937 і 4 в 1938 році. Відповідно, ця премія є однією із найрідкісніших нагород Третього Рейху.

### 1937 рік
У 1937 році всього було 27 номінантів на премію. Імена переможців виділені жирним шрифтом.
| Ім'я                             | Професія                                                             | Кандидатуру подав… |
| -------------------------------- | -------------------------------------------------------------------- | ------------------ |
| Адольф Бартельс                  | Письменник, журналіст і поет.                                        | Бальдур фон Ширах  |
| Август Бір і Фердинанд Зауербрух | Хірурги; спільна номінація.                                          | Герман Герінг      |
| Карл Бош                         | Хімік.                                                               | Герман Герінг      |
| Герман Бурте                     | Письменник і художник.                                               | Герман Герінг      |
| Людвіг Дюрр                      | Конструктор цепелінів.                                               | Герман Герінг      |
| Едвін Еріх Двінгер               | Письменник.                                                          | Герман Герінг      |
| Вільгельм Фільхнер               | Полярний дослідник і письменник.                                     | Герман Герінг      |
| Франц Фішер                      | Хімік.                                                               | Герман Герінг      |
| Лео Фробеніус                    | Етнолог, антрополог і археолог, культуролог і фольклорист-африканіст | Герман Герінг      |
| Вільгельм Фуртвенглер            | Композитор, диригент Берлінського філармонічного оркестру.           | Герман Герінг      |
| Фріц Гоффманн                    | Хімік.                                                               | Герман Герінг      |
| Ганс Йост                        | Прозаїк, драматург і поет.                                           | Генріх Гіммлер     |
| Ебергард Вольфганг Меллер        | Письменник.                                                          | Бальдур фон Ширах  |
| Ганс Пфіцнер                     | Оперний композитор, диригент і публіцист.                            | Бальдур фон Ширах  |
| Людвіг Прандтль                  | Фізик-механік.                                                       | Бернгард Руст      |
| Альфред Розенберг                | Рейхсляйтер.                                                         | Бернгард Руст      |
| Ернст Загебіль                   | Архітектор.                                                          | Герман Герінг      |
| Альберт Шпеєр                    | Архітектор.                                                          | Герман Герінг      |
| Герман Штегеманн                 | Прозаїк, поет, драматург, публіцист, журналіст, редактор.            | Герман Герінг      |
| Герман Штер                      | Письменник.                                                          | Герман Герінг      |
| Еміль Штраусс                    | Письменник.                                                          | Герман Герінг      |
| Густав Тамманн                   | Хімік.                                                               | Герман Герінг      |
| Йозеф Торак                      | Скульптор.                                                           | Філіпп Боулер      |
| Пауль Людвіг Трост               | Архітектор; номінований посмертно.                                   | Філіпп Боулер      |
| Йозеф Вакерле                    | Скульптор.                                                           | Філіпп Боулер      |
| Вініфред Вагнер                  | Керівник Байройтського фестивалю                                     | Філіпп Боулер      |

### 1938 рік
| Ім'я                  | Професія                             | Примітки                                                     |
| --------------------- | ------------------------------------ | ------------------------------------------------------------ |
| Фріц Тодт             | Інженер, керівник Організації Тодта. |                                                              |
| Фердинанд Порше       | Інженер, конструктор автомобілів.    |                                                              |
| Ернст Гайнкель        | Інженер-авіаконструктор.             |                                                              |
| Вільгельм Мессершмітт | Інженер-авіаконструктор.             | Був останнім живим нагородженим, помер 15 вересня 1978 року. |

## Сучасний статус нагороди
Відповідно до закону Німеччини про порядок нагородження орденами та про порядок носіння від 26 липня 1957 року (нім. Gesetz uber Titel, Orden und Ehrenzeichen) носіння орденської зірки премії, її публічна демонстрація і поширення забороняються.